# NGC 1286
NGC 1286 في الفهرس العام الجديد، هي مجرة، تقع في كوكبة النهر. اكتشفت في 10 نوفمبر 1885 بواسطة لويس سويفت.

## روابط خارجية
- NGC 1286 على موقع ويكي سكاي: DSS2, SDSS, GALEX, IRAS, Hydrogen α, X-Ray, Astrophoto, Sky Map, Articles and images